# Jean Pierre Sylvestre Grateloup
Pour les articles homonymes, voir Grateloup.
Jean-Pierre Sylvestre de Grateloup, né Jean Pierre Sylvestre Grateloup le 31 décembre 1782 à Dax (Landes), mort le 25 août 1861 à Bordeaux,, est un médecin et un naturaliste français.

## Biographie
Il fait ses études à Montpellier. Après sa rencontre avec Léon Dufour (1780-1865) (qui est un ami de jeunesse et le qualifie « d’excellent sujet ») et avec Jean-Baptiste Bory de Saint-Vincent (1778-1846) (qui lui est présenté par leur ami commun Dufour), il s’adonne d’abord avec enthousiasme à la botanique et en particulier à la cryptogamie, avant de s’intéresser aux coquilles de sa région et en particulier celles des environs de l’Adour. Il exerce sa profession de médecin des hôpitaux militaires à Dax, en 1807 aux côtés de Jean Thore (1762-1823). Il connaît de nombreux ennuis[Lesquels ?] lors de la Restauration. Après son mariage en 1822, il s’installe à Bordeaux.
Membre correspondant de la Société linnéenne de Paris, il fut directeur du Musée municipal d’histoire naturelle de Dax, constitué à partir de la collection et du cabinet de Jacques-François de Borda d'Oro (1718-1804). Il a été rédacteur d’articles dans les Annales générales de sciences physiques de Bory de Saint-Vincent, Pierre Auguste Joseph Drapiez (1778-1856) et Jean-Baptiste Van Mons (1765-1842).